# Pasmo 240 GHz
Pasmo 240 GHz (1 mm) – pasmo radiowe, przyznane krótkofalowcom, zawierające się w zakresie fal milimetrowych w przedziale od 241,0 do 250,0 GHz.

## Podział pasma 240 GHz[1]
| Częstotliwość w MHz     | Rodzaje emisji                                    |
| ----------------------- | ------------------------------------------------- |
| 241000,000 – 248000,000 | Wszystkie emisje, (segment niepreferowany) (1)    |
| 248000,000 – 248001,000 | Amatorska Służba Satelitarna, emisje wąskopasmowe |
| 248001,000 – 250000,000 | Wszystkie emisje (segment preferowany)            |

### Informacje do bandplanu
(1) Zakres częstotliwości pomiędzy 248 i 250 GHz posiada dla Służby Amatorskiej oraz Amatorskiej Służby Satelitarnej status pierwszorzędności i wyłączności, podczas gdy pozostała część pasma posiada status drugorzędności. Segment wszystkich emisji o statusie drugorzędności powinien być używany tylko wtedy, gdy segment wszystkich emisji o statusie pierwszorzędności nie może być użyty.